# Boldești-Scăeni
Boldești-Scăeni [bolˈdeʃtʲ-scəenʲ] (selten auch: Boldești-Scăieni) ist eine Stadt im Kreis Prahova in der Region Walachei in Rumänien.

## Geographische Lage

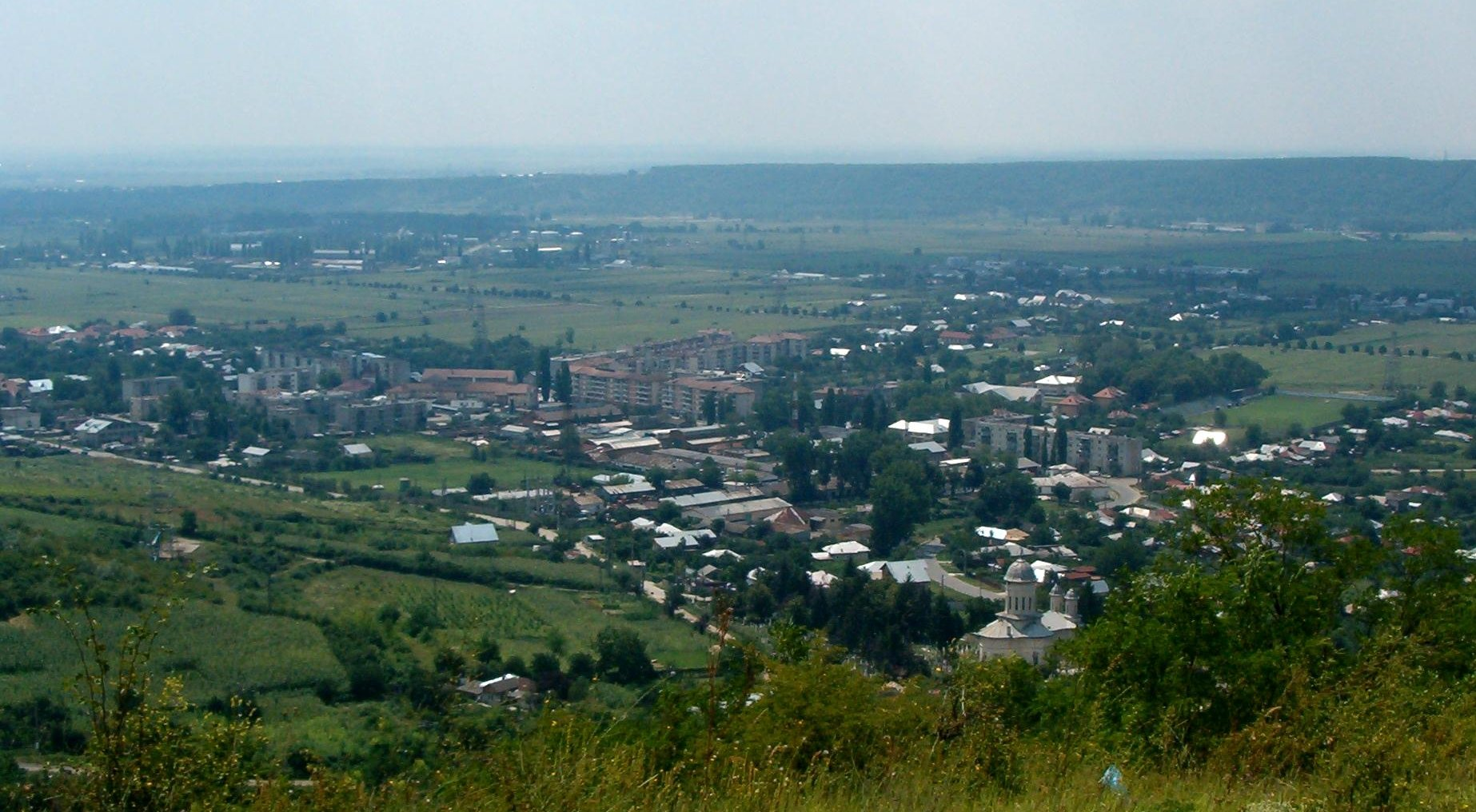
Blick auf Boldești-Scăeni

Boldești-Scăeni liegt im Vorland des südlichen Teils der Ostkarpaten, in der Aue des Flusses Teleajen, eines Nebenflusses der Prahova. Etwa 10 km südlich liegt die Kreishauptstadt Ploiești.

## Geschichte
Boldești-Scăeni entstand 1968 durch die Vereinigung zweier Dörfer, Boldești und Scăeni. Die neue administrative Einheit wurde gleichzeitig zur Stadt erhoben.
Archäologische Funde belegen die Besiedlung des Gebietes seit dem Neolithikum. Boldești wurde 1503, Scăeni 1581 erstmals urkundlich erwähnt. 1835/36 war Scăeni ein Sitz der Phalanstère-Bewegung von Charles Fourier, bevor das Experiment von den misstrauischen Behörden aufgelöst wurde. Im 20. Jahrhundert stieg die wirtschaftliche Bedeutung der beiden Ortschaften durch die Entdeckung und Ausbeutung von Erdöl- und Erdgas-Vorkommen. Am 1. August 1943 – während des Zweiten Weltkrieges – wurden Boldești und Scăeni durch die Operation Tidal Wave, einen Luftangriff alliierter Verbände auf die Erdölindustrie um Ploiești, stark in Mitleidenschaft gezogen.
Neben der Erdölindustrie ist die Landwirtschaft der wichtigste Erwerbszweig der Stadt.

## Bevölkerung
Bei der Volkszählung 2002 zählte man in Boldești-Scăeni 11.491 Einwohner, darunter 10.992 Rumänen, 550 Roma und 10 Ungarn. 10.439 Menschen lebten in der eigentlichen Stadt, die übrigen im eingemeindeten Dorf Seciu. 2011 wurden auf dem Gebiet von Boldești-Scăeni 11.137 Menschen registriert.

## Sehenswürdigkeiten
- Ruinen der Kirche der Erzengel Michael und Gabriel (1812) und ein Gedenkstein in Form eines Kreuzes (1710) stehen unter Denkmalschutz.[7]
- Kirche der Heiligen Dreifaltigkeit im Ortsteil Seciu (18. Jh.)
- Denkmal für Theodor Diamant (1810–1841), den Gründer der Phalanstère-Gemeinschaft in Scăeni

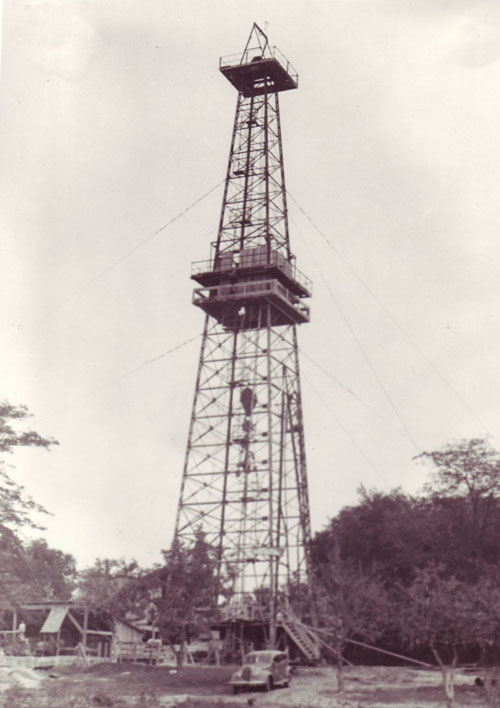
Bohrturm in Boldești (1952)
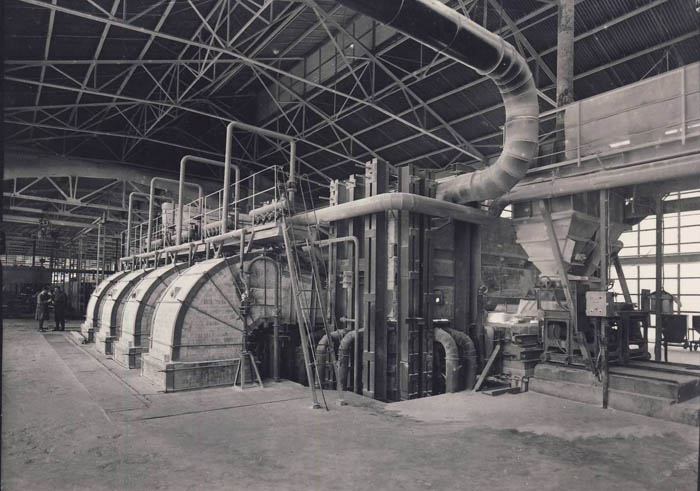
Schmelzofen der Glasfabrik in Boldești (1969)
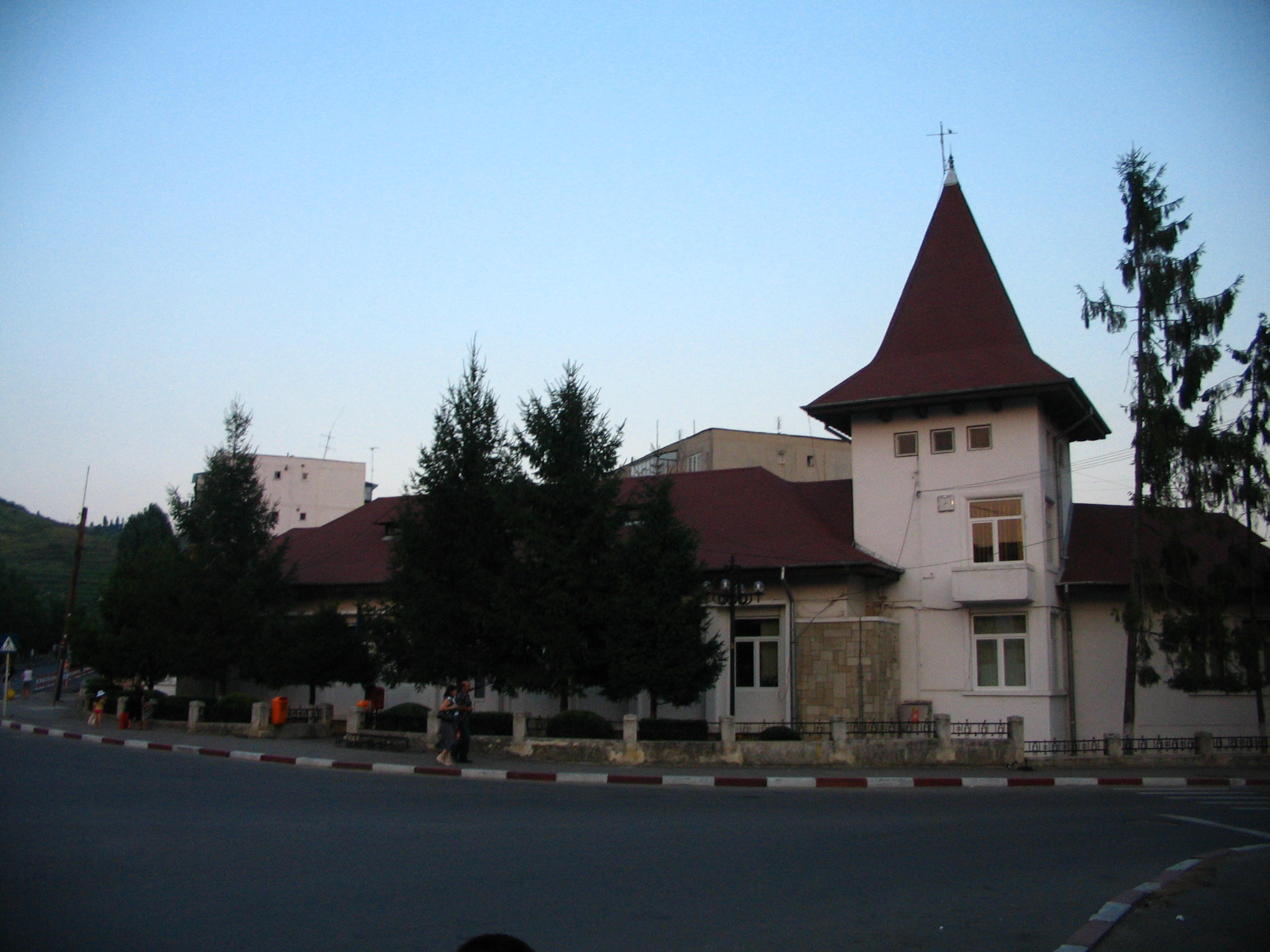
Bürgermeisteramt in Boldești
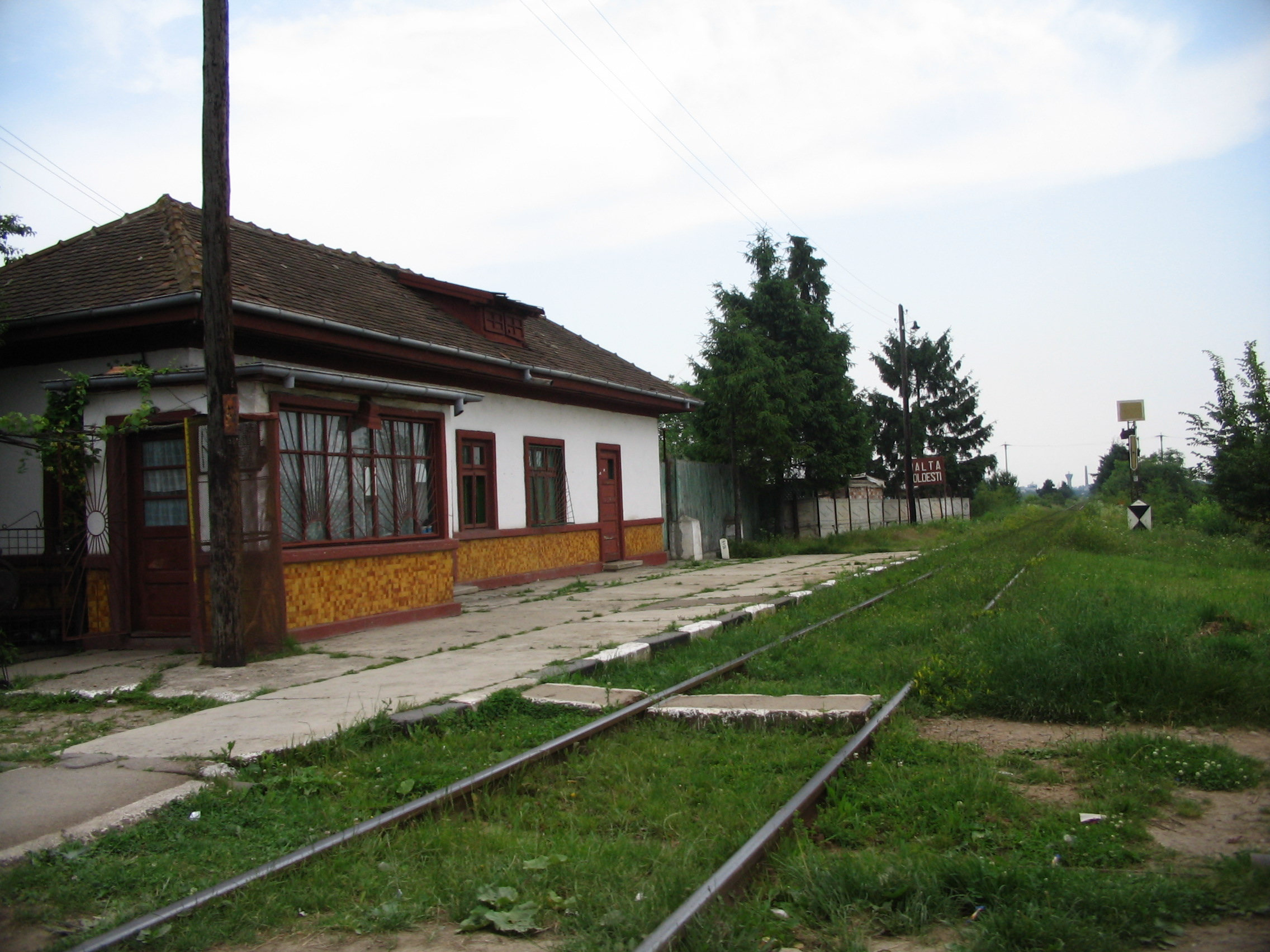
Bahnhof Boldești
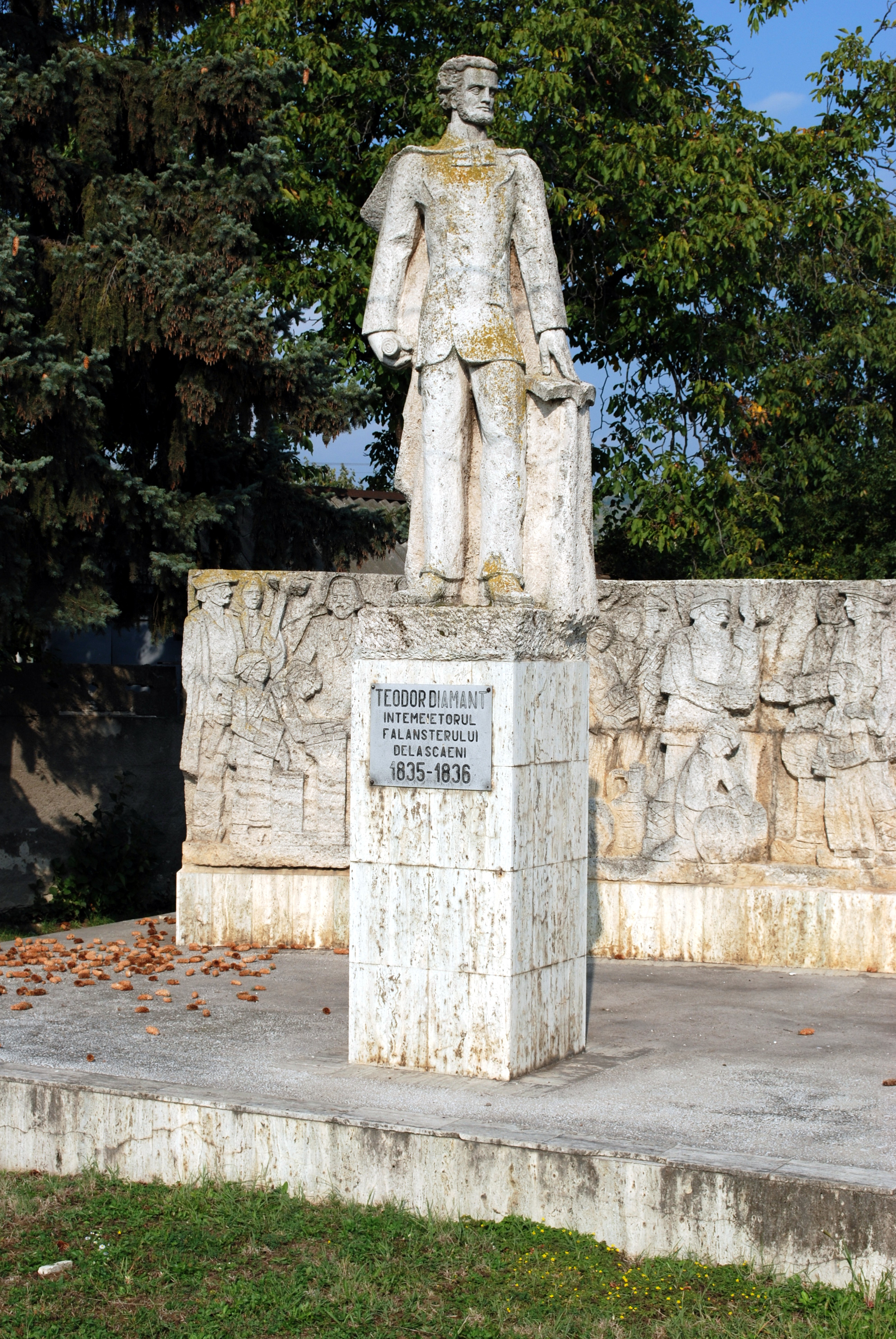
Denkmal für Theodor Diamant

## Verkehr
Boldești-Scăeni hat zwei Bahnhöfe an der Nebenbahn von Ploiești nach Măneciu; in beide Richtungen verkehren derzeit (2009) je drei Nahverkehrszüge täglich. Es bestehen regelmäßige Busverbindungen nach Ploiești. Die Stadt liegt an der Nationalstraße DN1A von Bukarest nach Săcele im Kreis Brașov.

## Söhne und Töchter der Stadt
- Valeriu Răchită (* 1970), Fußballspieler und -trainer